# Gymnogobius breunigii
Gymnogobius breunigii és una espècie de peix de la família dels gòbids i de l'ordre dels perciformes.

## Morfologia
- Els mascles poden assolir 5,6 cm de longitud total.[3][4]

## Hàbitat
És un peix de clima temperat i demersal.

## Distribució geogràfica
Es troba a Àsia: Illes Kurils, Corea del Sud i el Japó.

## Observacions
És inofensiu per als humans.